# Chinesisches Kunstmuseum
Das Chinesische Kunstmuseum (chinesisch 中國美術館 / 中国美术馆, Pinyin Zhōngguó Měishùguǎn), auch bekannt als NAMOC (von englisch National Art Museum of China), befindet sich in der chinesischen Hauptstadt Peking und zählt zu den größten Kunstsammlungen des Landes. Zu den Höhepunkten des Museums gehören der weltweit einzigartige Bestand an Malerei und Bildhauerei der Volksrepublik sowie Meisterwerke von Qi Baishi, Huang Binhong, Xu Beihong und der chinesischen zeitgenössischen Kunst. 